# Reserva natural nacional de Saint-Martin
La Reserva natural nacional de Saint-Martin (en francés: Réserve naturelle nationale de Saint-Martin) es una reserva natural nacional de la isla de San Martín una dependencia de Francia en el Caribe. Fundada en 1998, se extiende al noreste de la isla por 3054 hectáreas, con un mar de 2.796 hectáreas y 164 hectáreas de tierra.
El territorio de la reserva natural se encuentra al noreste de la isla de San Martín. Ocupa una superficie de 3.054 hectáreas , que incluye un terreno de 154 hectáreas , un lago de 104 hectáreas y una parte marina de 2.796 hectáreas. Además de la Rocher Créole, la isla Tintamarre, la isla Pinel, la Roca de Anse Marcel, Petite Clef y Caye verte, tiene una zona marítima delimitada por 6 boyas y restricciones sobre diversas áreas.